# وان‌تایم
وان‌تایم (کره‌ای: 원타임؛ انگلیسی: 1TYM، به صورت «One Time» تلفظ می‌شود) گروه چهار نفره اهل کره جنوبی بود. این گروه متشکل از این چهار عضو بود: تدی پارک (با نام پارک هونگ جون نیز شناخته می‌شود)، اوه جین‌هوان، سونگ بک‌کیونگ و دنی ایم (با نام ایم ته‌بین نیز شناخته می‌شود).

## اعضا
- تدی – رپ، لیدر
- اوه جین هوان – رپ
- سونگ بک کیونگ – رپ
- دنی – وکال